# Fête réunionnaise de la liberté
 (juillet 2008).
Ne doit pas être confondu avec Fête de la Liberté.
La fête réunionnaise de la liberté est une fête qui célèbre la proclamation de l'abolition de l'esclavage par Sarda Garriga à l'île de La Réunion le 20 décembre 1848 en application du décret de la Deuxième République française du 27 avril 1848.
Souvent appelée fête cafre, ou fèt kaf en créole réunionnais, ou encore 20 désamb, elle a lieu tous les 20 décembre, et ce jour est férié dans le département d'outre-mer depuis la loi du 30 juin 1983, et son décret d'application du 23 novembre 1983,.

## Dans la culture
- Danyèl Waro, morceau Fètkaf de l'album Foutan Fonnkér, 2000.

### Ne pas confondre avec
- Fête de la Liberté, une fête révolutionnaire de la Révolution française.